# بنیامین ساوشک
بنیامین ساوشک (انگلیسی: Benjamin Savšek؛ زادهٔ ۲۴ مارس ۱۹۸۷) قایقران کانو اهل اسلوونی است.
وی در مسابقات کشوری و بین‌المللی در مجموع برندهٔ ۹ مدال طلا، ۶ مدال نقره، ۷ مدال برنز شده‌است.